# Sztuka site-specific

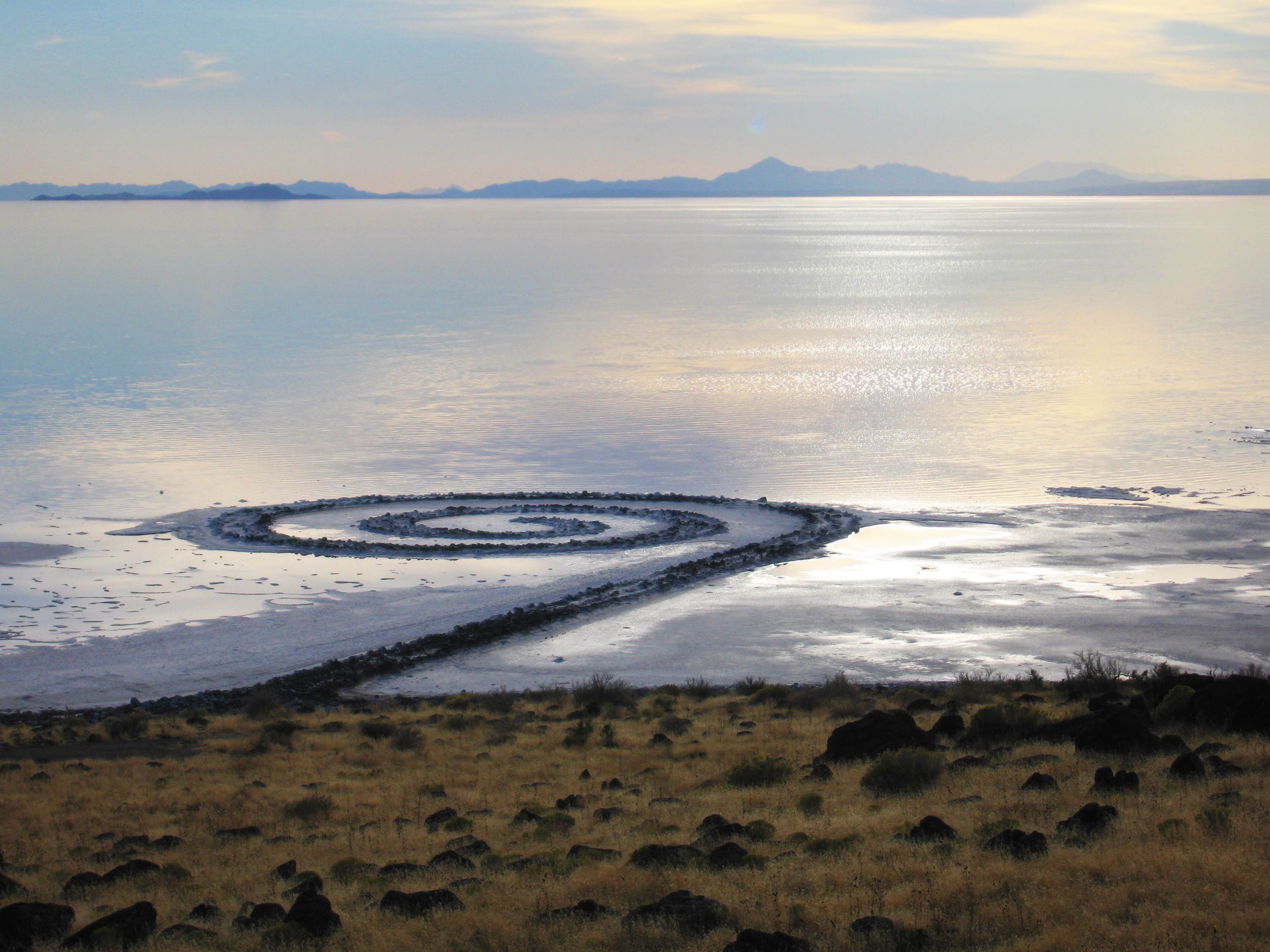
Spiralna grobla, Robert Smithson

Sztuka site-specific – dziedzina sztuki obejmująca dzieła sztuki stworzone z myślą o funkcjonowaniu w precyzyjnie określonym miejscu. Miejsce to zazwyczaj znane jest z góry – uwzględniane już w stadium projektowym samego dzieła. Koncepcja wyrosła z wielkich realizacji ziemnych – pracy z nurtu land art. Pierwotnie, na fali ruchów kontestacyjnych, formułowania kontrkultury i rewolucji seksualnej na miejsca realizacji dzieł wybierano przestrzenie niemieszczące się w ówczesnym języku świata sztuki. Sam termin site-specific został spopularyzowany i sprecyzowany przez Roberta Irwina, jednak pierwotnie pojawia się w latach 70., używany przez rzeźbiarzy realizujących publiczne zamówienia na obszerne miejskie przestrzenie, takich jak Lloyd Hamrol czy Athena Tacha.
Sztuka site-specific została początkowo określona jako ruch przez krytyczkę architektury Cathrine Howett oraz krytyczkę Lucy Lippard.
Prace site-specific często polegają na połączeniu „stacjonarnych” elementów rzeźbiarskich z elementami krajobrazu – dla dzieł plenerowych, bądź architekturą – dla realizacji we wnętrzach. Sformułowanie dzieła często poprzedzone jest badaniem kulturowej matrycy miejsca – uwzględniającym jego aspekty historyczne, architektoniczne, topograficzne, środowiskowe, społeczne, krajobraz pierwotny czy historię krajobrazu kulturowego.
Opiera się na uwypukleniu dostrzegalnych, bądź odkrywaniu ukrytych w przestrzeni znaczeń, ich przetworzeniu i prezentacji. Prace prezentowane w przestrzeni zamkniętej są często tworzone w porozumieniu z architektami budynków, czasem zaś przez nich samych.
Termin jest również używany dla określenia pracy, która w sposób materialny przymocowana jest do określonej lokalizacji. W tym rozumieniu istotną część dorobku architektury można uznać za dzieło site-specific. Również prace korzystające z osiągnięć technologii blue box uzyskują opisywaną cechę, nie mogą być bowiem prezentowane w przestrzeniach o odmiennej architekturze. Dla grafiki komputerowej rzucanej na ekran inny niż płaski, o powiązaniu z miejscem decydować będzie siatka ekranu, której uwzględnienie z projektowanym obrazem pozwala otrzymać pożądany efekt.
Sformułowanie myślenia związanego z site-specific sprzyja powstawaniu instytucji sztuki w miejscach nie zaprojektowanych z myślą o nich; zaadaptowanych.
Polscy artyści zajmujący się sztuką site-specific: Józef Szajna, Stanisław Zamecznik, Andrzej Matuszewski, Mikołaj Smoczyński, Krzysztof Wodiczko, Kōji Kamoji, Zbigniew Taszycki, Joanna Rajkowska, Maciej Kurak.